# Томас, лорд Кромвель
Томас, лорд Кромвель (англ. Thomas Lord Cromwell) — историческая пьеса елизаветинской эпохи, изображающая жизнь Томаса Кромвеля, 1-го графа Эссекса, министра короля Англии Генриха VIII.
Пьеса была внесена в Stationers’ Register 11 августа 1602 года Уильямом Коттоном и была опубликована in quarto позже в том же году книготорговцем Уильямом Джонсом, для которого она была напечатана Ричардом Ридом. На титульном листе Q1 указано, что пьеса была поставлена слугами лорда-камергера, и приписывается пьеса «W. S.». Второе кварто (Q2) было напечатано в 1613 году Томасом Снодхэмом. Титульный лист Q2 повторяет данные Q1, хотя слуги лорда-камергера теперь являются слугами короля (изменение названия произошло в 1603 году).
"W.S." из кварто был впервые идентифицирован как Уильям Шекспир, когда издатель Филип Четвинд добавил пьесу ко второму отпечатку своего Третьего шекспировского фолио в 1664 году. Современные учёные отвергают атрибуцию Шекспира; предположения, основанные на общих инициалах, освещали в качестве возможных альтернатив Вентворта Смита и Уильяма Слая. Отдельные критики также предлагали Томаса Хейвуда и Майкла Дрейтона в качестве возможных авторов — предположения, не подкреплённые твёрдыми доказательствами.
Действительно, учёные расходятся во мнениях почти по всем аспектам пьесы; она датируется 1582–1583 и иногда 1599–1600 годами. Пьеса представляет собой в первую очередь политический комментарий или религиозную пропаганду. Болдуин Максвелл утверждал, что пьеса носит прерывистый характер: первая половина, вплоть до сцены 2 акта III, драматургически хорошо продумана, а вторая половина неорганизована и слабо составлена. Максвелл интерпретировал это как указание на то, что дошедший до нас текст был телескопическим сгущением двухчастного оригинала; в качестве альтернативы, другие предположили, что пьеса представляет собой сотрудничество между двумя неравными партнёрами или произведение, которое его первоначальный создатель оставил незавершённым и закончил другой автор.
В 2020 году компания Beyond Shakespeare Company выпустила онлайн-чтение и обсуждение пьесы «Жизнь и смерть Томаса Кромвеля».